# Préfecture de Khanmirza
La préfecture de Khanmirza (en persan: شهرستان خانمیرزا, shahrestān-e Khānmirzā) est l'une des dix préfectures (shahrestān) de la province de Chahar Mahaal et Bakhtiari (Iran). La préfecture de Khanmirza comptait 53728 habitants lors du recensement de 2006.

## Géographie
La préfecture de Khanmirza est située au sud-est de la province de Chahar Mahaal et Bakhtiari. Elle est divisée en deux districts (bakhsh) : le district central et le district d'Armand. Son chef-lieu est la ville d'Aluni. 